# 塞尼厄勒
塞尼厄勒（法語：Seigneulles，法語發音：[sɛɲœl]）是法国默兹省的一个市镇，位于该省中部偏西南，属于巴勒迪克区。

## 地理
塞尼厄勒（48°51'3"N, 5°14'14"E）面积11.7 平方千米，位于法国大東部大區默兹省，该省份为法国西北部内陆省份，北与比利时接壤，西接马恩省和阿登省，南至上马恩省和孚日省，东临默尔特-摩泽尔省。
与塞尼厄勒接壤的市镇（或旧市镇、城区）包括：莱欧德谢、埃里兹拉布吕莱、赖瓦勒、瓦万库尔。

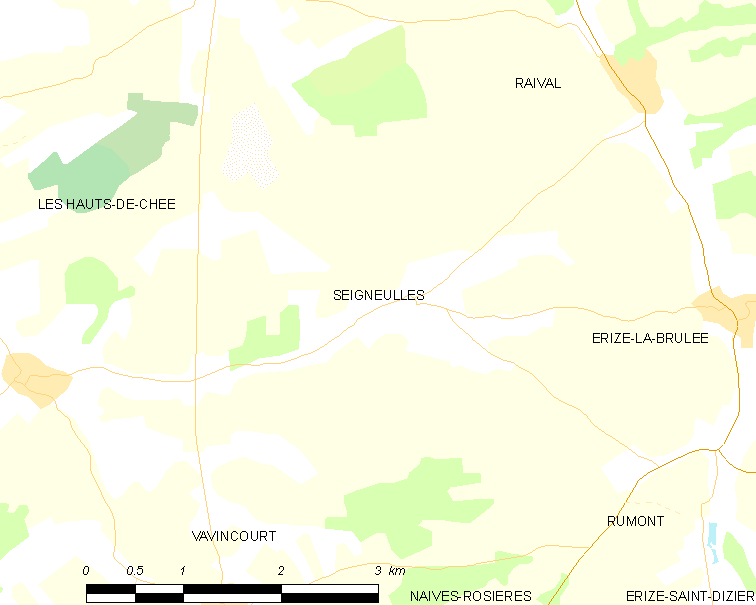
塞尼厄勒的OSM定位图

塞尼厄勒的时区为UTC+01:00、UTC+02:00（夏令时）。

## 行政
塞尼厄勒的邮政编码为55000，INSEE市镇编码为55479。

## 政治
塞尼厄勒所属的省级选区为巴勒迪克第一县。

## 人口

1962-2008年间塞尼厄勒人口变化图示

塞尼厄勒于2022年1月1日时的人口数量为154人。